# Comuna Mokiivți, Șepetivka
Mokiivți (în ucraineană Мокіївці) este o comună în raionul Șepetivka, regiunea Hmelnîțkîi, Ucraina, formată din satele Bilopil, Mokiivți (reședința) și Pîleaii.

## Demografie
Componența lingvistică a comunei Mokiivți
     Ucraineană (97,67%)
     Rusă (1,83%)
     Alte limbi (0,19%)
Conform recensământului din 2001, majoritatea populației comunei Mokiivți era vorbitoare de ucraineană (97,67%), existând în minoritate și vorbitori de rusă (1,83%).